# Schizoglossum aschersonianum
Schizoglossum aschersonianum är en oleanderväxtart som beskrevs av Rudolf Schlechter. Schizoglossum aschersonianum ingår i släktet Schizoglossum och familjen oleanderväxter. Utöver nominatformen finns också underarten S. a. pygmaeum.